# Цебе, Аттила
Аттила Цебе (венг. Czebe Attila; род. 26 декабря 1975, Будапешт) — венгерский шахматист, гроссмейстер (2003).
В составе сборной Венгрии участник 4-х Кубков центральной Европы (1997, 2002, 2005 и 2013). В 1997 и 2002 годах команда заняла 3-е место.
В 2006 году был отстранён ФИДЕ на год от участия в шахматных соревнований, так как был замешан в «участие» в не существовавшем турнире, для получения норм. Запрет был отменён раньше времени.

## Изменения рейтинга
| Графики недоступны из-за технических проблем. См. информацию на Фабрикаторе и на mediawiki.org. |